# 阿卜杜勒纳赛尔·赫马提
阿卜杜勒纳赛尔·赫马提（波斯語：‎，1956年4月9日—），伊朗学者、政治家、经济学家，曾任2018-2021中央银行行长。2021年作为唯一改革派候选人参选总统，以8.3%的得票率落选。
2024年，赫马提出任伊朗经济部长。2025年3月2日，182名伊斯蘭議會議員投票支持罷免赫马提，理由是赫马提未能緩解伊朗的经济危机、高通胀以及貨幣贬值。隨後赫马提被解除職務。